# Seznam vítězů mužské čtyřhry ve Wimbledonu
Seznam vítězů mužské čtyřhry ve Wimbledonu uvádí přehled vítězných dvojic, poražených finalistů a výsledek finále čtyřhry mužů na tenisových turnajích ve Wimbledonu.

## Listina vítězů

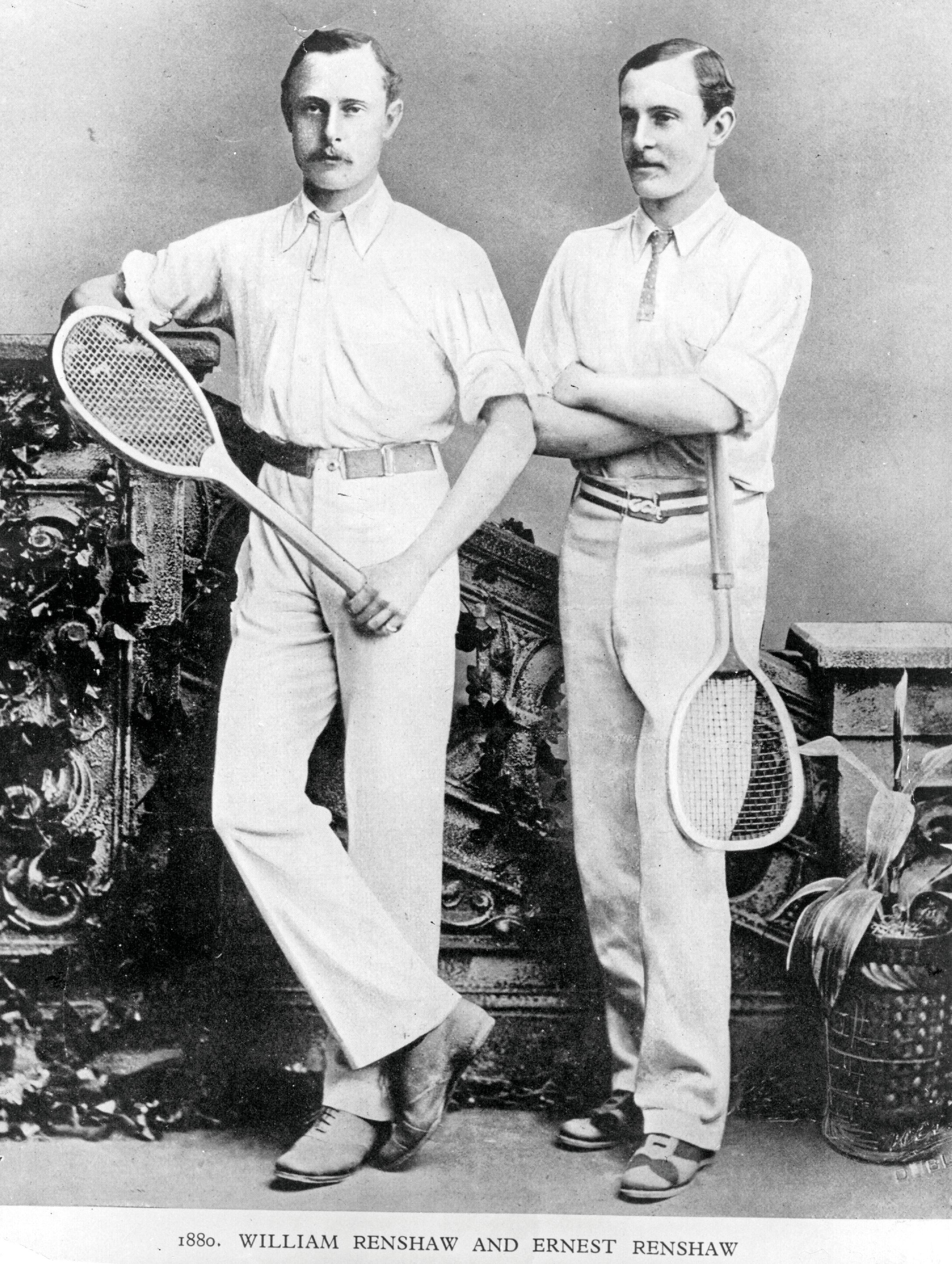
William a Ernest Renshaw

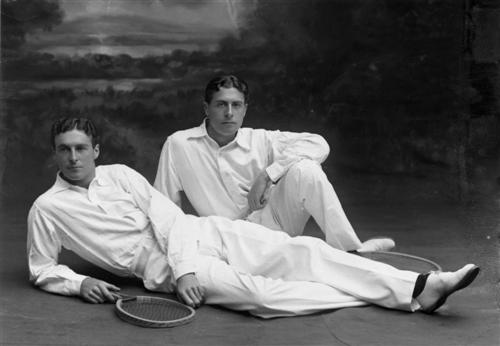
Bratři Lawrence a Reginald Doherty vyhráli mužskou čtyřhru celkem osmkrát mezi lety 1897 a 1905.

| Rok              | Vítězové                                 | Poražení                                     | Výsledek                                    |
| 1884             | William Renshaw Ernest Renshaw           | Ernest W. Lewis E.L. Williams                | 6–3, 6–1, 1–6, 6–4                          |
| 1885             | William Renshaw Ernest Renshaw           | C.E. Farrer A.J. Stanley                     | 6–3, 6–3, 10–8                              |
| 1886             | William Renshaw Ernest Renshaw           | C.E. Farrer A.J. Stanley                     | 6–3, 6–3, 4–6, 7–5                          |
| 1887             | Herbert Wilberforce Patrick Bowes-Lyon   | H.J. Crispe E. Barratt-Smith                 | 7–5, 6–3, 6–2                               |
| 1888             | William Renshaw Ernest Renshaw           | Herbert Wilberforce Patrick Bowes-Lyon       | 2–6, 1–6, 6–3, 6–4, 6–3                     |
| 1889             | William Renshaw Ernest Renshaw           | George Hillyard Ernest W. Lewis              | 6–4, 6–4, 3–6, 0–6, 6–1                     |
| 1890             | Joshua Pim Frank Stoker                  | George Hillyard Ernest W. Lewis              | 6–0, 7–5, 6–4                               |
| 1891             | Wilfred Baddeley Herbert Baddeley        | Joshua Pim Frank Stoker                      | 6–1, 6–3, 1–6, 6–2                          |
| 1892             | Harry S. Barlow Ernest W. Lewis          | Wilfred Baddeley Herbert Baddeley            | 4–6, 6–2, 8–6, 6–4                          |
| 1893             | Joshua Pim Frank Stoker                  | Harry S. Barlow Ernest W. Lewis              | 4–6, 6–3, 6–1, 2–6, 6–0                     |
| 1894             | Wilfred Baddeley Herbert Baddeley        | Harry S. Barlow Ernest W. Lewis              | 5–7, 7–5, 4–6, 6–3, 8–6                     |
| 1895             | Wilfred Baddeley Herbert Baddeley        | Wilberforce Eaves Ernest W. Lewis            | 8–6, 5–7, 6–4, 6–3                          |
| 1896             | Wilfred Baddeley Herbert Baddeley        | Reginald Doherty Harold Nisbet               | 1–6, 3–6, 6–4, 6–2, 6–1                     |
| 1897             | Lawrence Doherty Reginald Doherty        | Wilfred Baddeley Herbert Baddeley            | 6–4, 4–6, 8–6, 6–4                          |
| 1898             | Lawrence Doherty Reginald Doherty        | Clarence Hobart Harold Nisbet                | 6–4, 6–4, 6–2                               |
| 1899             | Lawrence Doherty Reginald Doherty        | Clarence Hobart Harold Nisbet                | 7–5, 6–0, 6–2                               |
| 1900             | Lawrence Doherty Reginald Doherty        | Herbert Barrett Harold Nisbet                | 9–7, 7–5, 4–6, 3–6, 6–3                     |
| 1901             | Lawrence Doherty Reginald Doherty        | Dwight F. Davis Holcombe Ward                | 4–6, 6–2, 6–3, 9–7                          |
| 1902             | Frank Riseley Sydney Smith               | Lawrence Doherty Reginald Doherty            | 4–6, 8–6, 6–3, 4–6, 11–9                    |
| 1903             | Lawrence Doherty Reginald Doherty        | Frank Riseley Sydney Smith                   | 6–4, 6–4, 6–4                               |
| 1904             | Lawrence Doherty Reginald Doherty        | Frank Riseley Sydney Smith                   | 6–1, 6–2, 6–4                               |
| 1905             | Lawrence Doherty Reginald Doherty        | Frank Riseley Sydney Smith                   | 6–2, 6–4, 6–8, 6–3                          |
| 1906             | Frank Riseley Sydney Smith               | Lawrence Doherty Reginald Doherty            | 6–8, 6–4, 5–7, 6–3, 6–3                     |
| 1907             | Norman Brookes Tony Wilding              | Karl Behr Beals Wright                       | 6–4, 6–4, 6–2                               |
| 1908             | Josiah Ritchie Tony Wilding              | Arthur Gore Herbert Barrett                  | 6–1, 6–2, 1–6, 9–7                          |
| 1909             | Arthur Gore Herbert Barrett              | Stanley Doust Harry Parker                   | 6–2, 6–1, 6–4                               |
| 1910             | Josiah Ritchie Tony Wilding              | Arthur Gore Herbert Barrett                  | 6–1, 6–1, 6–2                               |
| 1911             | Max Decugis André Gobert                 | Josiah Ritchie Tony Wilding                  | 9–7, 5–7, 6–3, 2–6, 6–2                     |
| 1912             | Herbert Barrett Charles Dixon            | Max Decugis André Gobert                     | 3–6, 6–3, 6–4, 7–5                          |
| 1913             | Herbert Barrett Charles Dixon            | Heinrich Kleinschroth Friedrich-Wilhelm Rahe | 6–2, 6–4, 4–6, 6–2                          |
| 1914             | Norman Brookes Tony Wilding              | Herbert Barrett Charles Dixon                | 6–1, 6–1, 5–7, 8–6                          |
| 1915             | první světová válka                      | první světová válka                          | první světová válka                         |
| 1916             | první světová válka                      | první světová válka                          | první světová válka                         |
| 1917             | první světová válka                      | první světová válka                          | první světová válka                         |
| 1918             | první světová válka                      | první světová válka                          | první světová válka                         |
| 1919             | Ronald Thomas Pat O'Hara Wood            | Rodney Heath Randolph Lycett                 | 6–4, 6–2, 4–6, 6–2                          |
| 1920             | Chuck Garland Richard Norris Williams    | Algernon Kingscote James Cecil Parke         | 4–6, 6–4, 7–5, 6–2                          |
| 1921             | Randolph Lycett Max Woosnam              | Arthur Lowe Gordon Lowe                      | 6–3, 6–0, 7–5                               |
| 1922             | James Anderson Randolph Lycett           | Gerald Patterson Pat O'Hara Wood             | 3–6, 7–9, 6–4, 6–3, 11–9                    |
| 1923             | Randolph Lycett Leslie Godfree           | Eduardo Flaquer Manuel de Gomar              | 6–3, 6–4, 3–6, 6–3                          |
| 1924             | Francis Hunter Vincent Richards          | Watson Washburn Richard Norris Williams      | 6–3, 3–6, 8–10, 8–6, 6–3                    |
| 1925             | Jean Borotra René Lacoste                | Ray Casey John F. Hennessey                  | 6–4, 11–9, 4–6, 1–6, 6–3                    |
| 1926             | Jacques Brugnon Henri Cochet             | Howard Kinsey Vincent Richards               | 7–5, 4–6, 6–3, 6–2                          |
| 1927             | Francis Hunter Bill Tilden               | Jacques Brugnon Henri Cochet                 | 1–6, 4–6, 8–6, 6–3, 6–4                     |
| 1928             | Jacques Brugnon Henri Cochet             | John Hawkes Gerald Patterson                 | 13–11, 6–4, 6–4                             |
| 1929             | Wilmer Allison John Van Ryn              | Ian Collins Colin Gregory                    | 6–4, 5–7, 6–3, 10–12, 6–4                   |
| 1930             | Wilmer Allison John Van Ryn              | John Doeg George Lott                        | 6–3, 6–3, 6–2                               |
| 1931             | George Lott John Van Ryn                 | Jacques Brugnon Henri Cochet                 | 6–2, 10–8, 9–11, 3–6, 6–3                   |
| 1932             | Jean Borotra Jacques Brugnon             | Pat Hughes Fred Perry                        | 6–0, 4–6, 3–6, 7–5, 7–5                     |
| 1933             | Jean Borotra Jacques Brugnon             | Ryosuke Nunoi Jiro Sato                      | 4–6, 6–3, 6–3, 7–5                          |
| 1934             | George Lott Lester Stoefen               | Jean Borotra Jacques Brugnon                 | 6–2, 6–3, 6–4                               |
| 1935             | Jack Crawford Adrian Quist               | Wilmer Allison John Van Ryn                  | 6–3, 5–7, 6–2, 5–7, 7–5                     |
| 1936             | Pat Hughes Raymond Tuckey                | Charles Hare Frank Wilde                     | 6–4, 3–6, 7–9, 6–1, 6–4                     |
| 1937             | Don Budge Gene Mako                      | Pat Hughes Raymond Tuckey                    | 6–0, 6–4, 6–8, 6–1                          |
| 1938             | Don Budge Gene Mako                      | Henner Henkel Georg von Metaxa               | 6–0, 6–4, 6–8, 6–1                          |
| 1939             | Elwood Cooke Bobby Riggs                 | Charles Hare Frank Wilde                     | 6–3, 3–6, 6–3, 9–7                          |
| 1940             | druhá světová válka                      | druhá světová válka                          | druhá světová válka                         |
| 1941             | druhá světová válka                      | druhá světová válka                          | druhá světová válka                         |
| 1942             | druhá světová válka                      | druhá světová válka                          | druhá světová válka                         |
| 1943             | druhá světová válka                      | druhá světová válka                          | druhá světová válka                         |
| 1944             | druhá světová válka                      | druhá světová válka                          | druhá světová válka                         |
| 1945             | druhá světová válka                      | druhá světová válka                          | druhá světová válka                         |
| 1946             | Tom Brown Jack Kramer                    | Geoff Brown Dinny Pails                      | 6–4, 6–4, 6–2                               |
| 1947             | Bob Falkenburg Jack Kramer               | Tony Mottram Bill Sidwell                    | 8–6, 6–3, 6–3                               |
| 1948             | John Bromwich Frank Sedgman              | Tom Brown Gardnar Mulloy                     | 5–7, 7–5, 7–5, 9–7                          |
| 1949             | Pancho Gonzales Frank Parker             | Gardnar Mulloy Ted Schroeder                 | 6–4, 6–4, 6–2                               |
| 1950             | John Bromwich Adrian Quist               | Geoff Brown Bill Sidwell                     | 7–5, 3–6, 6–3, 3–6, 6–2                     |
| 1951             | Ken McGregor Frank Sedgman               | Jaroslav Drobný Eric Sturgess                | 3–6, 6–2, 6–3, 3–6, 6–3                     |
| 1952             | Ken McGregor Frank Sedgman               | Vic Seixas Eric Sturgess                     | 6–3, 7–5, 6–4                               |
| 1953             | Lew Hoad Ken Rosewall                    | Rex Hartwig Mervyn Rose                      | 6–4, 7–5, 4–6, 7–5                          |
| 1954             | Rex Hartwig Mervyn Rose                  | Vic Seixas Tony Trabert                      | 6–4, 6–4, 3–6, 6–4                          |
| 1955             | Rex Hartwig Lew Hoad                     | Neale Fraser Ken Rosewall                    | 7–5, 6–4, 6–3                               |
| 1956             | Lew Hoad Ken Rosewall                    | Nicola Pietrangeli Orlando Sirola            | 7–5, 6–2, 6–1                               |
| 1957             | Gardnar Mulloy Budge Patty               | Neale Fraser Lew Hoad                        | 8–10, 6–4, 6–4, 6–4                         |
| 1958             | Sven Davidson Ulf Schmidt                | Ashley Cooper Neale Fraser                   | 6–4, 6–4, 8–6                               |
| 1959             | Roy Emerson Neale Fraser                 | Rod Laver Bob Mark                           | 8–6, 6–3, 14–16, 9–7                        |
| 1960             | Rafael Osuna Dennis Ralston              | Mike Davies Bobby Wilson                     | 7–5, 6–3, 10–8                              |
| 1961             | Roy Emerson Neale Fraser                 | Bob Hewitt Fred Stolle                       | 6–4, 6–8, 6–4, 6–8, 8–6                     |
| 1962             | Bob Hewitt Fred Stolle                   | Boro Jovanović Nikola Pilić                  | 6–2, 5–7, 6–2, 6–4                          |
| 1963             | Rafael Osuna Antonio Palafox             | Jean-Claude Barclay Pierre Darmon            | 4–6, 6–2, 6–2, 6–2                          |
| 1964             | Bob Hewitt Fred Stolle                   | Roy Emerson Ken Fletcher                     | 7–5, 11–9, 6–4                              |
| 1965             | John Newcombe Tony Roche                 | Ken Fletcher Bob Hewitt                      | 7–5, 6–3, 6–4                               |
| 1966             | Ken Fletcher John Newcombe               | William Bowrey Owen Davidson                 | 6–3, 6–4, 3–6, 6–3                          |
| 1967             | Bob Hewitt Frew McMillan                 | Roy Emerson Ken Fletcher                     | 6–2, 6–3, 6–4                               |
| ↓ Otevřená éra ↓ |                                          |                                              |                                             |
| 1968             | John Newcombe Tony Roche                 | Ken Rosewall Fred Stolle                     | 3–6, 8–6, 5–7, 14–12, 6–3                   |
| 1969             | John Newcombe Tony Roche                 | Tom Okker Marty Riessen                      | 7–5, 11–9, 6–3                              |
| 1970             | John Newcombe Tony Roche                 | Ken Rosewall Fred Stolle                     | 10–8, 6–3, 6–1                              |
| 1971             | Roy Emerson Rod Laver                    | Arthur Ashe Dennis Ralston                   | 4–6, 9–7, 6–8, 6–4, 6–4                     |
| 1972             | Bob Hewitt Frew McMillan                 | Stan Smith Erik van Dillen                   | 6–2, 6–2, 9–7                               |
| 1973             | Jimmy Connors Ilie Năstase               | John Cooper Neale Fraser                     | 3–6, 6–3, 6–4, 8–9(3–7), 6–1                |
| 1974             | John Newcombe Tony Roche                 | Bob Lutz Stan Smith                          | 8–6, 6–4, 6–4                               |
| 1975             | Vitas Gerulaitis Sandy Mayer             | Colin Dowdeswell Allan Stone                 | 7–5, 8–6, 6–4                               |
| 1976             | Brian Gottfried Raúl Ramírez             | Ross Case Geoff Masters                      | 3–6, 6–3, 8–6, 2–6, 7–5                     |
| 1977             | Ross Case Geoff Masters                  | John Alexander Phil Dent                     | 6–3, 6–4, 3–6, 8–9(4–7), 6–4                |
| 1978             | Bob Hewitt Frew McMillan                 | Peter Fleming John McEnroe                   | 6–1, 6–4, 6–2                               |
| 1979             | Peter Fleming John McEnroe               | Brian Gottfried Raúl Ramírez                 | 4–6, 6–4, 6–2, 6–2                          |
| 1980             | Peter McNamara Paul McNamee              | Bob Lutz Stan Smith                          | 7–6(5), 6–3, 6–7(4–7), 6–4                  |
| 1981             | Peter Fleming John McEnroe               | Bob Lutz Stan Smith                          | 6–4, 6–4, 6–4                               |
| 1982             | Peter McNamara Paul McNamee              | Peter Fleming John McEnroe                   | 6–3, 6–2                                    |
| 1983             | Peter Fleming John McEnroe               | Tim Gullikson Tom Gullikson                  | 6–4, 6–3, 6–4                               |
| 1984             | Peter Fleming John McEnroe               | Pat Cash Paul McNamee                        | 6–2, 5–7, 6–2, 3–6, 6–3                     |
| 1985             | Heinz Günthardt Balázs Taróczy           | Patrick Cash John Fitzgerald                 | 6–4, 6–3, 4–6, 6–3                          |
| 1986             | Joakim Nyström Mats Wilander             | Gary Donnelly Peter Fleming                  | 7–6(7–4), 6–3, 6–3                          |
| 1987             | Ken Flach Robert Seguso                  | Sergio Casal Emilio Sánchez                  | 3–6, 6–7(6–8), 7–6(7–3), 6–1, 6–4           |
| 1988             | Ken Flach Robert Seguso                  | John Fitzgerald Anders Järryd                | 6–4, 2–6, 6–4, 7–6(7–3)                     |
| 1989             | John Fitzgerald Anders Järryd            | Rick Leach Jim Pugh                          | 3–6, 7–6(7–4), 6–4, 7–6(7–4)                |
| 1990             | Rick Leach Jim Pugh                      | Pieter Aldrich Danie Visser                  | 7–6(7–5), 7–6(7–4), 7–6(7–5)                |
| 1991             | John Fitzgerald Anders Järryd            | Javier Frana Leonardo Lavalle                | 6–3, 6–4, 6–7(7–9), 6–1                     |
| 1992             | John McEnroe Michael Stich               | Jim Grabb Richey Reneberg                    | 5–7, 7–6(7–5), 3–6, 7–6(7–5), 19–17         |
| 1993             | Todd Woodbridge Mark Woodforde           | Grant Connell Patrick Galbraith              | 7–5, 6–3, 7–6(7–4)                          |
| 1994             | Todd Woodbridge Mark Woodforde           | Grant Connell Patrick Galbraith              | 7–6(7–3), 6–3, 6–1                          |
| 1995             | Todd Woodbridge Mark Woodforde           | Rick Leach Scott Melville                    | 7–5, 7–6(10–8), 7–6(7–5)                    |
| 1996             | Todd Woodbridge Mark Woodforde           | Byron Black Grant Connell                    | 4–6, 6–1, 6–3, 6–2                          |
| 1997             | Todd Woodbridge Mark Woodforde           | Jacco Eltingh Paul Haarhuis                  | 7–6(7–4), 7–6(9–7), 5–7, 6–3                |
| 1998             | Jacco Eltingh Paul Haarhuis              | Todd Woodbridge Mark Woodforde               | 2–6, 6–4, 7–6(7–3), 5–7, 10–8               |
| 1999             | Maheš Bhúpatí Leander Paes               | Paul Haarhuis Jared Palmer                   | 6–7(10–12), 6–3, 6–4, 7–6(7–4)              |
| 2000             | Todd Woodbridge Mark Woodforde           | Paul Haarhuis Sandon Stolle                  | 6–3, 6–4, 6–1                               |
| 2001             | Donald Johnson Jared Palmer              | Jiří Novák David Rikl                        | 6–4, 4–6, 6–3, 7–6(8–6)                     |
| 2002             | Jonas Björkman Todd Woodbridge           | Mark Knowles Daniel Nestor                   | 6–1, 6–2, 6–7(7–9), 7–5                     |
| 2003             | Jonas Björkman Todd Woodbridge           | Maheš Bhúpatí Max Mirnyj                     | 3–6, 6–3, 7–6(7–4), 6–3                     |
| 2004             | Jonas Björkman Todd Woodbridge           | Julian Knowle Nenad Zimonjić                 | 6–1, 6–4, 4–6, 6–4                          |
| 2005             | Stephen Huss Wesley Moodie               | Bob Bryan Mike Bryan                         | 7–6(7–4), 6–3, 6–7(2–7), 6–3                |
| 2006             | Bob Bryan Mike Bryan                     | Fabrice Santoro Nenad Zimonjić               | 6–3, 4–6, 6–4, 6–2                          |
| 2007             | Arnaud Clément Michaël Llodra            | Bob Bryan Mike Bryan                         | 6–7(5–7), 6–3, 6–4, 6–4                     |
| 2008             | Daniel Nestor Nenad Zimonjić             | Jonas Björkman Kevin Ullyett                 | 7–6(14–12), 6-7(3-7), 6–3, 6–3              |
| 2009             | Daniel Nestor Nenad Zimonjić             | Bob Bryan Mike Bryan                         | 7–6(9–7), 6–7(3–7), 7–6(7–3), 6–3           |
| 2010             | Jürgen Melzer Philipp Petzschner         | Robert Lindstedt Horia Tecău                 | 6–1, 7–5, 7–5                               |
| 2011             | Bob Bryan Mike Bryan                     | Robert Lindstedt Horia Tecău                 | 6–3, 6–4, 7–6(7–2)                          |
| 2012             | Jonathan Marray Frederik Nielsen         | Robert Lindstedt Horia Tecău                 | 4–6, 6–4, 7–6(7–5), 6–7(5–7), 6–3           |
| 2013             | Bob Bryan Mike Bryan                     | Ivan Dodig Marcelo Melo                      | 3–6, 6–3, 6–4, 6–4                          |
| 2014             | Vasek Pospisil Jack Sock                 | Mike Bryan Bob Bryan                         | 7–6(7–5), 6–7(3–7), 6–4, 3–6, 7–5           |
| 2015             | Jean-Julien Rojer Horia Tecău            | Jamie Murray John Peers                      | 7–6(7–5), 6–4, 6–4                          |
| 2016             | Pierre-Hugues Herbert Nicolas Mahut      | Julien Benneteau Édouard Roger-Vasselin      | 6–4, 7–6(7–1), 6–3                          |
| 2017             | Łukasz Kubot Marcelo Melo                | Oliver Marach Mate Pavić                     | 5–7, 7–5, 7–6(7–2), 3–6, 13–11              |
| 2018             | Mike Bryan Jack Sock                     | Raven Klaasen Michael Venus                  | 6–3, 6–7(7–9), 6–3, 5–7, 7–5                |
| 2019             | Juan Sebastián Cabal Robert Farah Maksúd | Nicolas Mahut Édouard Roger-Vasselin         | 6–7(5–7), 7–6(7–5), 7–6(8–6), 6–7(5–7), 6–3 |
| 2020             | zrušeno kvůli pandemii koronaviru        | zrušeno kvůli pandemii koronaviru            | zrušeno kvůli pandemii koronaviru           |
| 2021             | Nikola Mektić Mate Pavić                 | Marcel Granollers Horacio Zeballos           | 6–4, 7–6(7–5), 2–6, 7–5                     |
| 2022             | Matthew Ebden Max Purcell                | Nikola Mektić Mate Pavić                     | 7–6, 6–7, 4–6, 6–4, 7–6                     |
| 2023             | Wesley Koolhof Neal Skupski              | Marcel Granollers Horacio Zeballos           | 6–4, 6–4                                    |
| 2024             | Harri Heliövaara Henry Patten            | Max Purcell Jordan Thompson                  | 6–7(7–9), 7–6(10–8), 7–6(11–9)              |
| 2025             | Julian Cash Lloyd Glasspool              | Rinky Hijikata David Pel                     | 6–2, 7–6(7–3)                               |